# Bessie Coleman
Bessie Coleman, född 26 januari 1892 i Atlanta, Texas, död vid en flyguppvisning 30 april 1926 i Jacksonville, Florida, var en amerikansk pilot och konstflygare.
Efter att ha arbetat som bomullsplockare och tvätterska i amerikanska södern blev hon pionjär i flygets tidiga historia. Hon flyttade till Chicago, där hon gick på kurs i manikyr, fick jobb på en frisersalong och därefter ett bättre betalt arbete som föreståndare för en chilibar. Inspirerad av bland annat Harriet Quimbys djärva flygning över Engelska kanalen, bestämde hon sig för att lära sig flyga. Eftersom ingen flygskola i USA ville ta emot henne som elev, studerade hon franska på en kvällsskola och reste sedan till det mer liberala Frankrike. Efter sju månader vid Ecole D'Aviation des Freres Caudron i Le Cretoy erhöll hon ett flygcertifikat, det första som någonsin utfärdats till en afroamerikansk person av Federation Aeronnautique Internationale. Hon blev konstflygare och gav uppvisningar i samma slags luftburna cirkuskonster som barnstormers. Vid en repetition inför en sådan uppvisning förolyckades hon.

## Tidiga år
Coleman var tolfte barnet av tretton i en familj där modern var svart amerikan och hade fötts som slav och fadern en kvarts svart amerikan och tre kvarts indian. När Coleman var två år flyttade familjen till en farm nära staden Waxahachie fem mil söder om Dallas. Liksom andra afroamerikanska familjer i södern upplevde Colemans segregation, politisk diskriminering och rasistiskt våld. Fadern lämnade familjen när Coleman var nio år och flyttade, i förhoppning att finna bättre levnadsvillkor, till ett indianreservat i Oklahoma, en stat i vilken indianer hade fulla medborgerliga rättigheter. Modern ville inte rycka upp familjens rötter, utan stannade kvar i Waxahachie och försörjde sig och barnen som tvätterska och med att plocka bomull. Hon var analfabet, men ville att barnen skulle gå i skola och lära sig läsa. Coleman började vid sex års ålder i en helsvart skola inhyst i ett enda rum och lämnade den åtta år senare med goda betyg i alla ämnen och toppbetyg i matematik. Hon ville fortsätta vid college och arbetade som tvätterska för att få råd med det. På kvällarna förberedde hon sig med självstudier i böcker som hon lånade från ett ambulerande bibliotek. 1910 skrevs hon in vid The Colored Agricultural and Normal University in Langston, Oklahoma, men pengarna tog slut efter en termin.

## Piloten

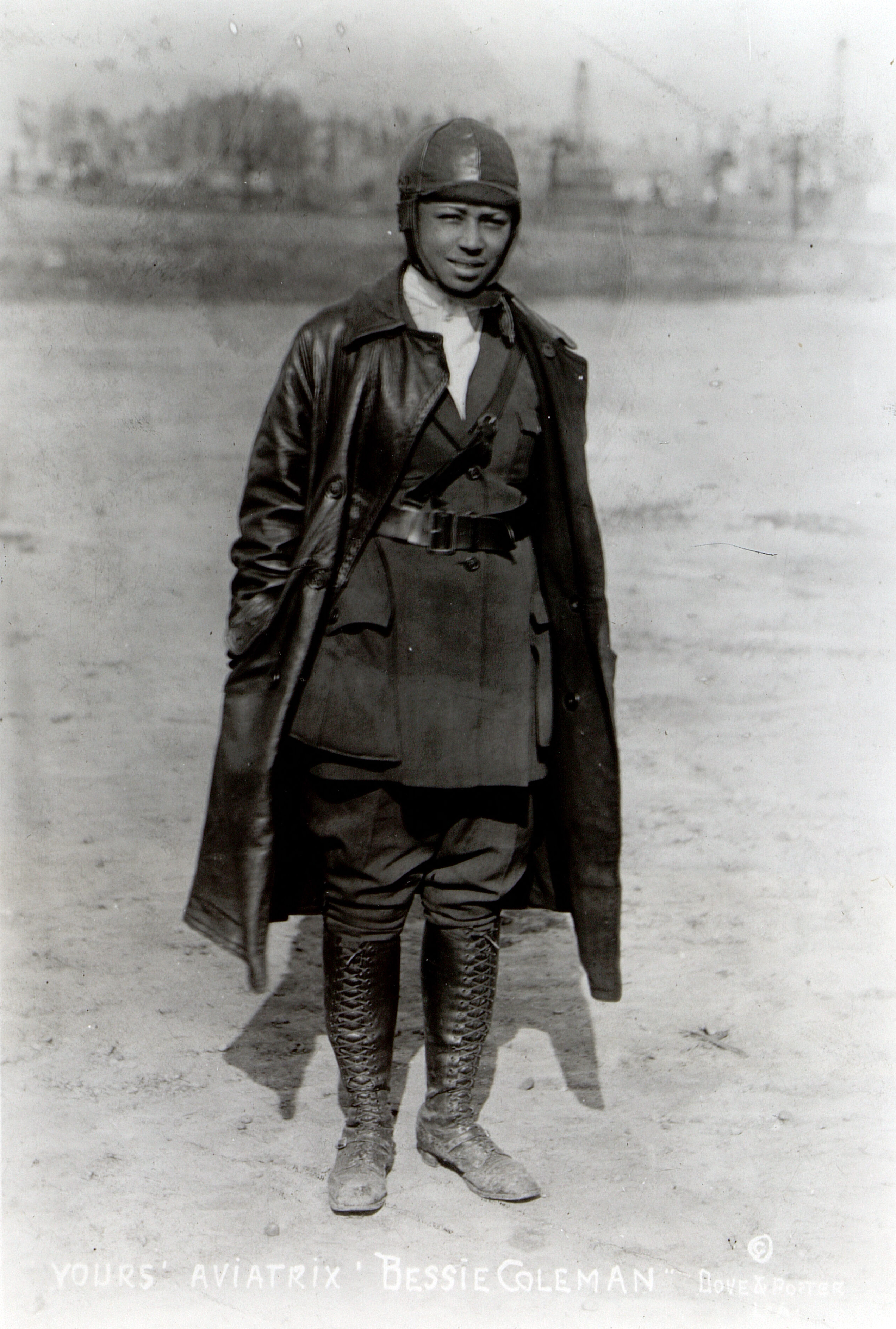
Bessie Coleman 1922.

Coleman återvände till Texas och fortsatte arbeta som tvätterska fram till 1915, då hon hade fått nog av segregering och förödmjukelser och reste till Chicago, där hon bosatte sig tillsammans med en bror. Fast besluten att inte försörja sig som kokerska, husa eller tvätterska, började hon på en skönhetsskola och utbildade sig till manikyrist. Hon fick arbete på White Sox Barber Shop, som ägdes av tränaren för Chicago White Sox basebollag. Där fick hon höra berättelser om flygplan och flygning av piloter som vänt hem efter första världskriget. Hon läste om Blanche Stuart Scott, som 1910 blev den första kvinnan som ensam flög ett plan, och om Harriet Quimbys djärva flygning över Engelska kanalen 1912 varpå hon greps av tanken att själv lära sig flyga. Hon sökte till ett antal flygskolor som alla avvisade henne av två tungt vägande skäl: hon var kvinna och hon var svart. Doris Rich skriver i boken Queen Bess: Daredevil Aviator att brodern John, som tjänstgjort i Europa under första världskriget, vid hemkomsten sagt att franska kvinnor var överlägsna dem som bodde på Chicagos sydsida (där afroamerikanarna bodde). Fransyskorna flög, vilket Bessie aldrig skulle komma att göra.
Detta fick Coleman att satsa än hårdare på att lära sig flyga. En av hennes kunder var Robert S. Abbott Han rådde henne att spara pengar och resa till Frankrike där man hade en liberalare syn på rasfrågorna och där det redan fanns kvinnliga piloter. Coleman följde rådet, slutade som manikyrist, skaffade ett bättre betalt jobb som föreståndare för en chiliservering och lärde sig franska på en aftonskola. 1919 reste hon till Frankrike, men pengarna tog snabbt slut och hon fick återvända hem.

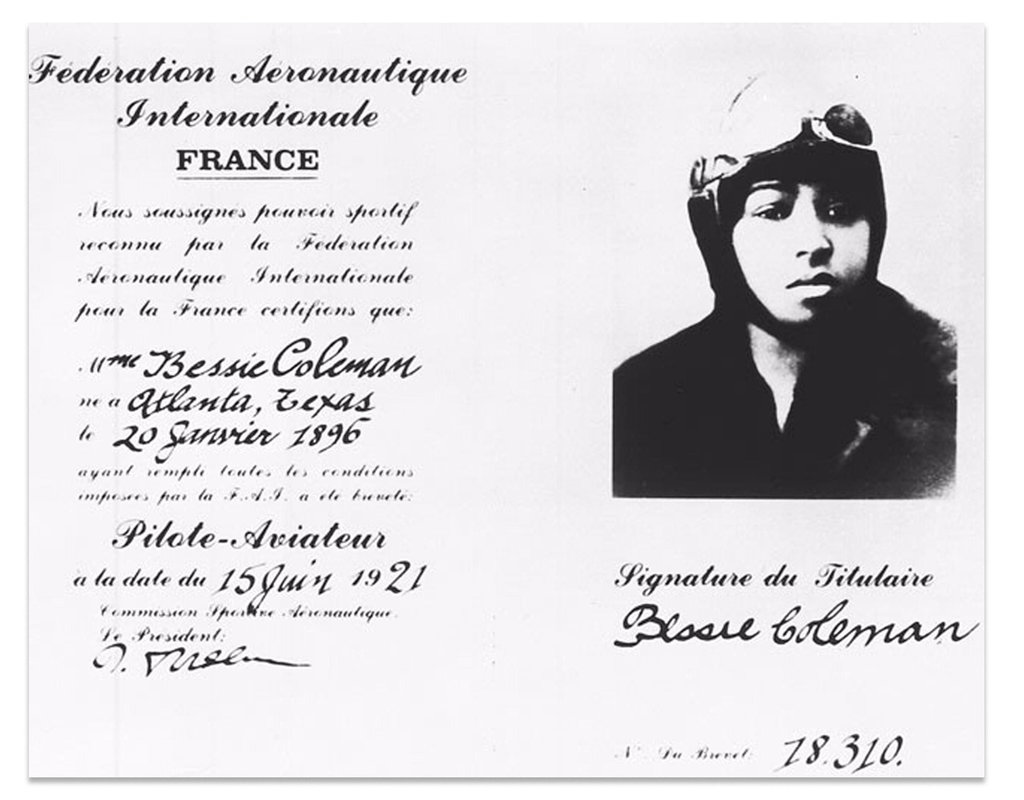
Bessie Colemans pilotlicens

I november året därpå reste hon tillbaka, försedd både med egna besparingar och med sponsorpengar från bland annat Abbott. Som första icke-vita elev skrevs hon in vid Ecole D'Aviation des Frères Caudron i Le Cretoy. Hon lärde sig flyga i ett Nieuport Typ 82 biplan, av Rich beskrivet som en bräcklig farkost av trä, stålvajrar och aluminiumplåt, styrd med en vertikal käpp framför piloten och en träplatta under fötterna.
Efter sju månaders träning utexaminerades hon 1 juni 1921. Hon stannade i Frankrike ett par månader för att ta ytterligare flyglektioner. När hon i september 1921 återvände till USA försedd med internationellt flygcertifikat blev hon en förstasidesnyhet i de flesta av landets afroamerikanska tidningar och också i andra. Hon hyllades som "a full-fledged aviatrix, the first of her race."
Colemans enda möjlighet att tjäna pengar till den flygskola för afroamerikanska kvinnor hon ville grunda, var att ägna sig åt konstflygning, en svår och farlig genre. Hon behövde vidareutbildning, men togs inte emot i de amerikanska flygskolor hon sökte till. Hon återvände då till Europa, avseglade i februari 1922 till Frankrike, där hon gick en kurs i avancerad flygning under två månaders tid och fortsatte därefter till Holland, där hon träffade Anthony Fokker, en av världens skickligaste flygplansbyggare. Hon besökte även Fokker i Tyskland och fick där lektioner av en av företagets chefspiloter.

## Flyguppvisningar

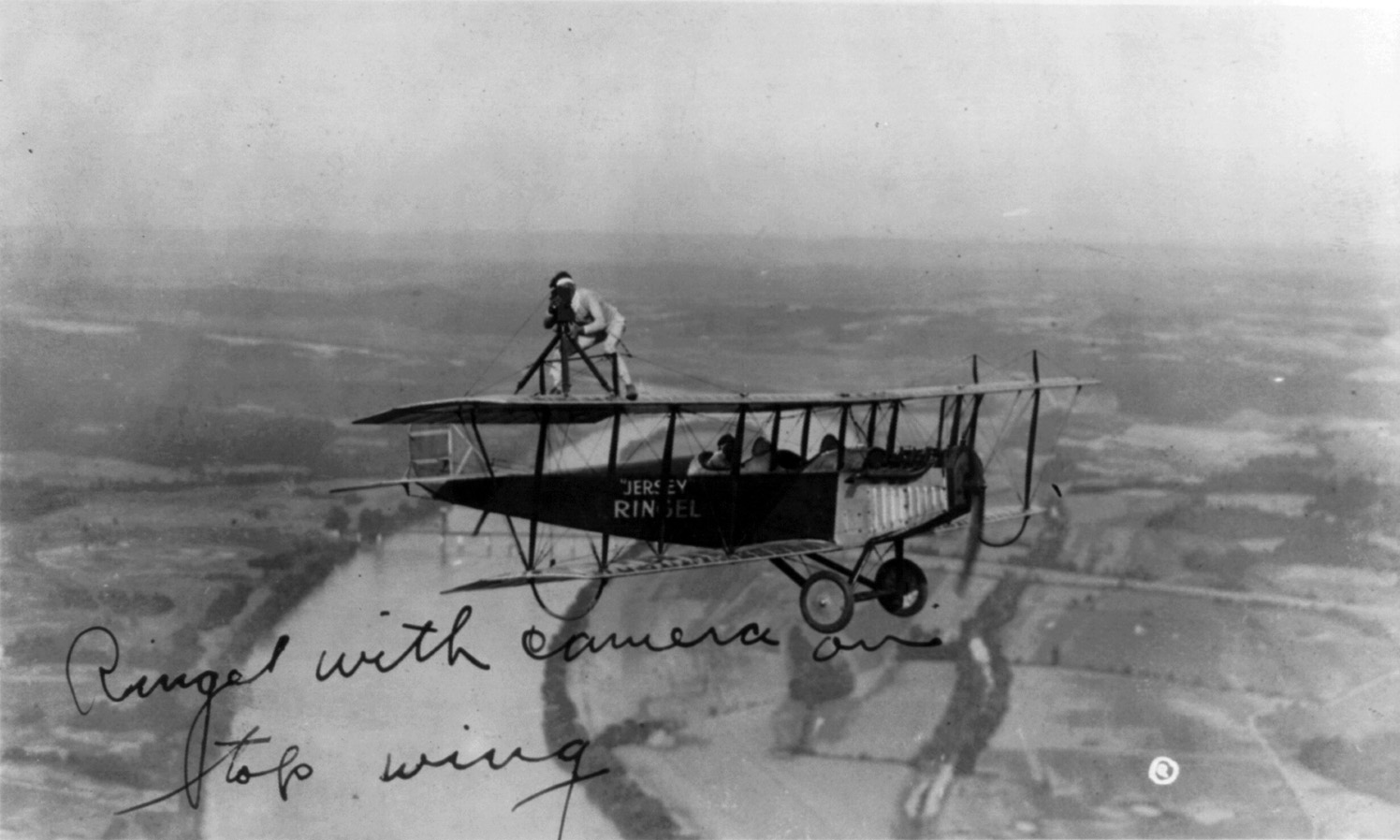
Barnstorming. En man med kamera på vingen

Åter i USA köpte Coleman ett begagnat plan av typen Curtiss JN-4, ett tvåsitsigt biplan med smeknamnet Jenny. Sådana såldes mycket billigt som överskottsmateriel efter första världskriget. De var populära bland barnstormers, flygare som drog från stad till stad och utförde cirkuskonster i luften, dykningar, rolls, spins med mera. Den 3 september 1922 gjorde Coleman sin första uppvisning, sponsrad av Chicago Defender, på Glenn Curtiss Field i Garden City, och turnerade sedan runt om i landet. I februari 1923 råkade hon ut för sin första större olycka under förberedelserna för en uppvisning i Los Angeles. Motorn på hennes Jenny stannade oväntat, varpå hon kraschlandade, slogs medvetslös, bröt ena benet och några revben samt fick skärsår i ansiktet. Hon chockades av händelsen, och det dröjde över ett år innan hon återhämtat sig helt.
1925 var hon redo för nya våghalsiga uppvisningar. Hon gjorde en första föreställning i sin hemstat den 19 juni, som är årsdagen för frigivandet av slavar i Texas, och utförde barrel-rolls och loopingar och andra akrobatiska manövrar över Houston's Aerial Transport Field. När hon kom till sin hemstad Waxahachie för att uppträda där fann hon att vita och svarta släpptes in på flygfältet genom skilda ingångar. Hon vägrade flyga om inte alla gick in genom samma ingång och fick som hon ville men kunde inte hindra att de sedan placerades på skilda läktare.

## Den sista flygningen

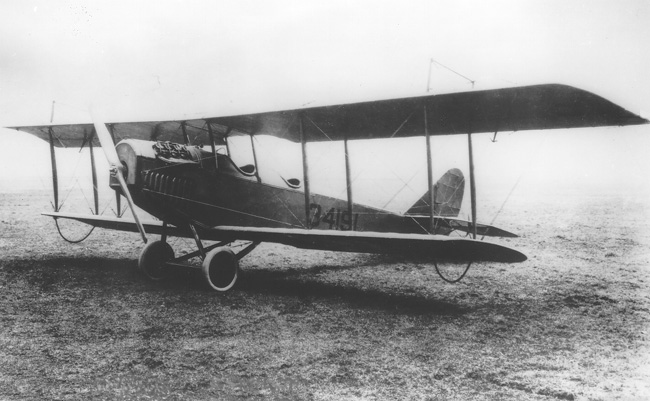
Curtiss Jn-4, Jenny

För att tjäna tillräckligt med pengar till den planerade flygskolan, och också för att kunna köpa ett nytt flygplan öppnade Coleman en butik för skönhetsmedel i Orlando. Med hjälp av välbärgade affärsmän i staden gjorde hon en sista avbetalning på en ny överskotts-Jenny. Planet flögs från Dallas till Jacksonville i Florida, där Coleman ville delta i en uppvisning anordnad av stadens Negro Welfare League.
Kvällen före uppvisningen, den 30 april 1926, gjorde hon och mekanikern William D. Wills en provtur med planet, som flögs av Wills. En kvarglömd skiftnyckel föll ner och träffade styrstaget, varvid planet accelererade och råkade i spin. Coleman kastades ur, föll sexhundra meter till marken och dog omedelbart. Wills, som inte lyckades återfå kontrollen, omkom när planet träffade marken. Det har spekulerats i varför Coleman inte bar säkerhetsbälte. En teori är att hon ville kunna böja sig fram och studera marken för att hitta en lämplig nedslagsplats för det fallskärmshopp hon planerade.

## Slutord
Den 2 maj 1926 hölls en minnesgudstjänst i Jacksonville inför ett stort antal sörjande. Begravningen, som bevistades av tusentals människor, ägde rum i Pilgrim Baptist Church i Chicago. Över hela USA bildades ett nätverk av klubbar som bar Bessie Colemans namn. En ny organisation kallad Bessie Coleman Aviators Club bildades 1977 av en grupp svarta kvinnliga piloter från Chicagotrakten. Den är öppen för kvinnliga piloter oavsett etnisk härkomst. Medlemmar i den och andra organisationer för svarta piloter flyger lågt över Brave Bessie's grav på Lincoln Cemetery på årsdagen av hennes död och kastar ner blommor. En annan hedersbetygelse är att Chicagos borgmästare Richard M. Daley 1990 döpte om vägen till O'Hare-flygplatsen, Airport Drive,  till Bessie Coleman Drive. Två år senare proklamerade han 2 maj som Bessie Coleman Day in Chicago. 1995 utgav US Postal Service ett frimärke med hennes bild.

## Citat
If I can create the minimum of my plans and desires there shall be no regrets (Bessie Coleman 1926).

## Läsning
- Brooks-Pazmany, Kathleen. United States Women in Aviation, 1919-1929. Washington, D.C.: Smithsonian Institution Press, 1991.
- Freydberg, Elizabeth Hadley. Bessie Coleman: The Brownskin Lady Bird. New York: Garland Publishing, 1994.
- Hardesty, Von and Pisano, Dominick. Black Wings: The American Black in Aviation. Washington, D.C.: Smithsonian Institution Press, 1984.
- Hart, Philip S. Flying Free: America's First Black Aviators. Minneapolis, Minn.: Lerner Publication Company, 1992.
- Moolman, Valerie. Women Aloft. Alexandria, Va.: Time-Life Books, 1981.
- Rich, Doris L. Queen Bess: Daredevil Aviator. Washington, D.C.: Smithsonian Institution Press, 1993.